# Усть-Капша (Пашозёрское сельское поселение)
Усть-Капша — деревня в Пашозёрском сельском поселении Тихвинского района Ленинградской области.

## История

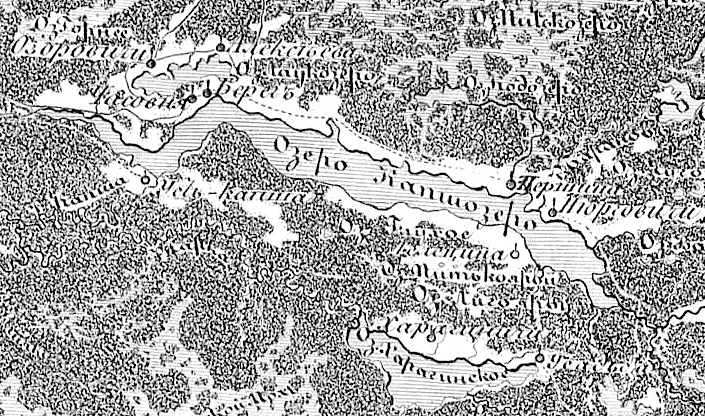
Деревня Усть-Капша на карте 1847 года

УСТЬ-КАПША — деревня Алексеевского общества, прихода Хмелезерского погоста. Озеро Капшозеро.  

Крестьянских дворов — 12. Строений — 22, в том числе жилых — 15. Водяная мельница.

Число жителей по семейным спискам 1879 г.: 31 м. п., 38 ж. п.; по приходским сведениям 1879 г.: 30 м. п., 41 ж. п.

В конце XIX — начале XX века деревня административно относилась к Пелдушской волости 2-го земского участка 2-го стана Тихвинского уезда Новгородской губернии.

УСТЬ-КАПША — деревня Алексеевского общества, дворов — 14, жилых домов — 14, число жителей: 48 м. п., 53 ж. п. 

Занятия жителей — земледелие, лесные заработки. Озеро Капшозеро и река Капша. (1910 год)

С 1917 по 1918 год деревня входила в состав Пелдушской волости Тихвинского уезда Новгородской губернии. 
С 1918 года в составе Череповецкой губернии.
С 1927 года в составе Алексеевского сельсовета Капшинского района.
Согласно карте Ленинградской области Северо-западного аэрогеодезического треста ГГУ издания 1932 года деревня насчитывала 9 крестьянских дворов.
По данным 1933 года деревня называлась Устькапша и входила в состав Алексеевского сельсовета Капшинского района.
В 1940 году население деревни составляло 119 человек.
В 1958 году население деревни составляло 57 человек.
С 1963 года в составе Тихвинского района.
По данным 1966, 1973 и 1990 годов деревня Усть-Капша также входила в состав Алексеевского сельсовета Тихвинского района.
В 1997 году в деревне Усть-Капша Алексеевской волости проживали 34 человека, в 2002 году — 22 человека (русские — 54 %, вепсы — 41 %).
В 2007 году в деревне Усть-Капша Пашозёрского СП проживал 31 человек, в 2010 году — 15.

## География
Деревня расположена в северо-восточной части района на автодороге 41К-946 (Озровичи — Пашозеро — Шугозеро — Ганьково).
Расстояние до административного центра поселения — 31 км.
Расстояние до ближайшей железнодорожной станции Тихвин — 133 км.
Деревня находится на южном берегу озера Капшозеро в устье реки Капша.

## Демография
| 2007 | 2010 | 2017 |
| ---- | ---- | ---- |
| 31   | ↘15  | ↗21  |

### Национальный состав
Согласно данным Всероссийской переписи населения 2021 года в деревне проживали 8 человек, из них:
 русские — 5, вепсы — 2 человека, один человек национальность не указал.

## Улицы
Новый переулок, Светлый переулок, Солнечная.